# Université d'Orléans
L'université d'Orléans (UO) est une université pluridisciplinaire française fondée en 1306 par le pape Clément V, ce qui en fait l'une des plus anciennes universités d'Europe. Implantée en région Centre-Val de Loire, ses structures d'enseignement et de recherche sont présentes dans ses différentes antennes situées à Orléans (campus d'Orléans-La Source), Bourges, Chartres, Châteauroux, Issoudun, Blois et Tours (site Fondettes). L'INSPE Centre-Val de Loire dépend également de l'université d'Orléans.
Au 1er janvier 2025, elle accueille 18 177 étudiants et emploie 991 enseignants.

## Histoire

### École cathédrale d'Orléans
À partir du VIIIe siècle, notamment sous la direction de Théodulf d'Orléans, évêque d'Orléans et simultanément abbé des abbayes de Fleury à Saint-Benoît-sur-Loire, de Micy et de Saint-Aignan d'Orléans, l'enseignement dans l'Orléanais fut progressivement organisé avec des écoles paroissiales, des écoles monastiques et une école cathédrale, destinées à former les cadres de l'Empire carolingien.
Par une bulle pontificale du 17 janvier 1235, le pape Grégoire IX autorise l'enseignement du droit romain à Orléans, permettant ainsi la création d'un studium.

### L'ancienne université (1306-1793)
| Blason de l'université d'Orléans | Les armes de l’université d'Orléans se blasonnent ainsi : D'azur à un livre ouvert d'or tenu par un senestrochère d'argent mouvant du chef et accompagné de trois tiercefeuilles versées aussi d'or. |

Le 27 janvier 1306, l'université d'Orléans est officiellement fondée par le pape Clément V grâce à quatre bulles pontificales qui accordaient aux maîtres et aux écoliers d'Orléans le droit d'avoir une université, ainsi que les privilèges qui en découlaient. Le même jour, une cinquième bulle prévoit d'indemniser les professeurs qui avaient porté la demande de création auprès du pape. Les habitants d'Orléans sont réticents aux privilèges accordés par le pape et tentent donc de s'opposer à l'établissement de l'université. Une émeute particulièrement violente se produit en 1309. Les représentants de l'université s'en remettent donc au roi Philippe le Bel, qui confirme les privilèges et la fondation de l'université d'Orléans en 1312. L'acte de prise de possession de l'université des lois d'Orléans par l'autorité royale stipule que les matières enseignées seront le droit civil et le droit canonique. Elle devient alors la quatrième université française après celles de Paris, de Toulouse et de Montpellier.
Au Moyen Âge, elle est surtout connue pour son enseignement du droit civil ou droit romain, célèbre par la rénovation de l'étude du Corpus Juris Civilis qui y est alors menée par les postglossateurs. En effet, en vertu d'une bulle d'Honorius III, il était interdit d'enseigner le droit romain à Paris, où seul le droit canonique était au programme. La proximité d'Orléans par rapport à Paris permet aux étudiants d'aller de l'une à l'autre assez facilement. Se spécialisant dans le droit, l'université d'Orléans n'a d'ailleurs pas officiellement de faculté des arts.
Il n'y avait pas de lieu de cours fixe, mais les leçons se tenaient dans différents bâtiments autour de la collégiale Saint-Pierre-le-Puellier. Une chapelle de Notre-Dame-de-Bonne-Nouvelle servait accessoirement de lieu de réunion, de prière et d'administration. Toutefois, entre 1411 et 1445, un bâtiment est construit pour servir de lieux de réunions et de bibliothèque ; les vestiges de ce bâtiment sont désormais connus sous le nom de « salle des thèses ». De 1498 à 1507 sont élevées les « grandes écoles de France », qui servent alors de salles de cours. Elles sont démolies en 1824. En fonction de leurs origines géographiques, les étudiants se regroupaient par nations, dont le nombre a atteint dix, dont la nation française, la nation de Picardie et de Champagne et, la plus connue, la nation germanique.
Sous l'Ancien Régime, l'université est placée sous le contrôle du pouvoir royal. Sa réputation dans le domaine du droit reste reconnue au XVIe siècle où elle participe au mouvement humaniste. De prestigieux professeurs y enseignent (voir la liste plus bas).
L'université d'Orléans subit un fort déclin au XVIIIe siècle avant d'être, comme toutes les universités françaises, supprimée par la Convention en 1793. Louis Liard compte seulement six professeurs et six cours de droit en 1789 : « institutes, digeste, pandectes, règles du droit, droit canon, droit français ».

### Les facultés de l'Université impériale (1808-1815)
Dans l'organisation de l'Université impériale, Orléans était à la tête d'une académie et devait, à ce titre, avoir une faculté des lettres et une faculté des sciences. Seule la première a réellement été constituée, les cours ayant lieu au lycée Pothier. L'activité principale de la faculté consistait alors à examiner les candidats au baccalauréat. Des pétitions demandent, sans succès, le rétablissement d'une école de droit. Au contraire, en 1815, une ordonnance provoque la fermeture de la faculté des lettres, effective en 1817. Orléans cesse, en 1848, d'être le siège d'une académie.

### L'université actuelle (depuis 1960)

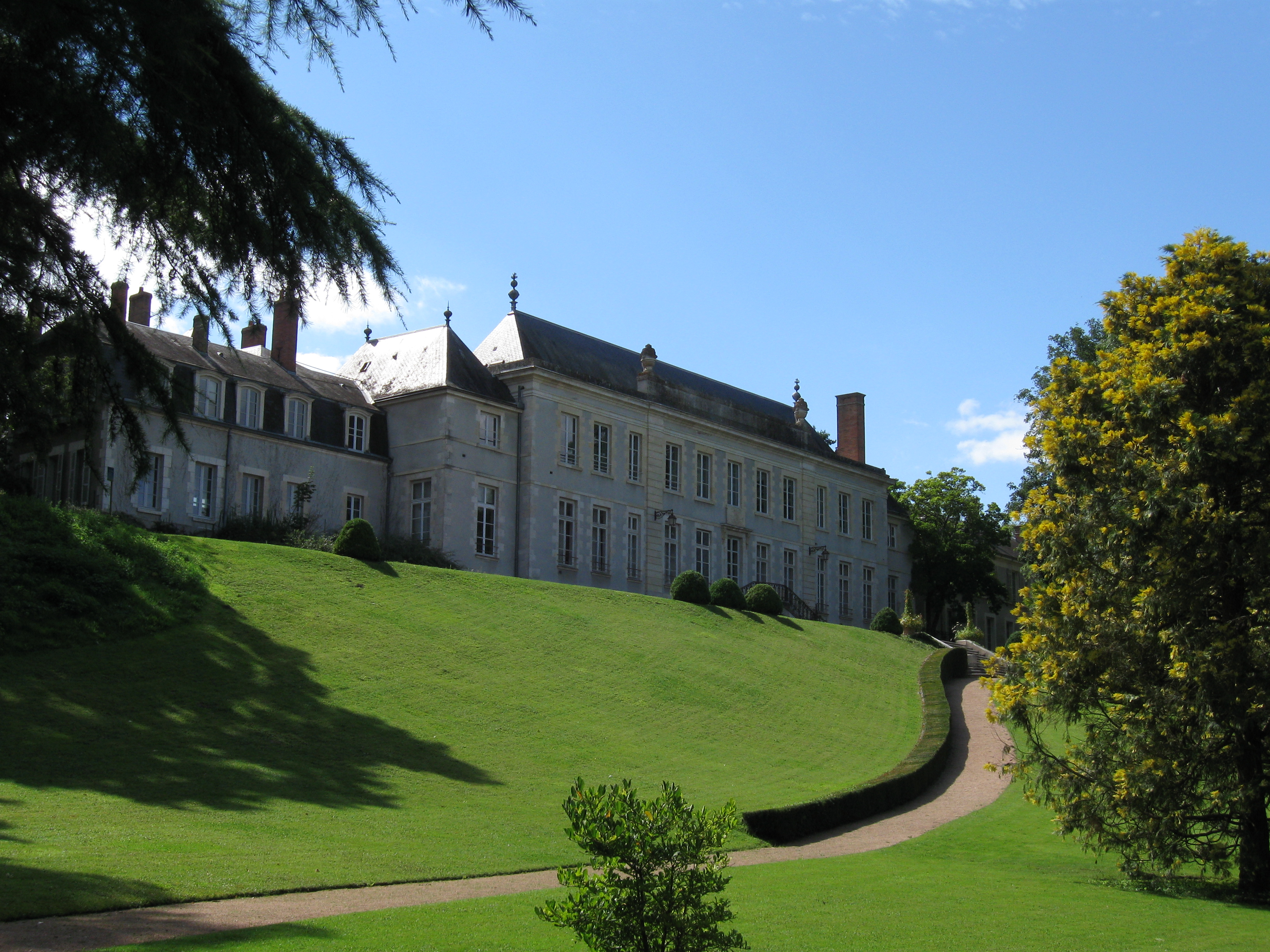
Le château de la Source (vu du parc floral).

Il est décidé, dès 1959, d'installer à Orléans-la-Source, à une dizaine de kilomètres au sud de la Loire, sur un domaine de près de 400 hectares, un campus. Le ministre Pierre Sudreau parle de l'« Oxford français », « le premier campus européen », que Paris-Presse-L'Intransigeant reprend sous le nom d'« Oxford-sur-Loire ». Le 2 août 1960 est créé un Collège scientifique universitaire (CSU), dépendant de la faculté des sciences de Paris. Il s'installe au château de la Source. Une école municipale de droit est créée en novembre 1962. Un centre d'études supérieures littéraires (CESL) est ouvert à son tour en 1964.
Une université est créée par le décret du 14 avril 1966 sous le nom d'« université d'Orléans-Tours », avec date d'effet au 1er janvier 1966. L'Université regroupe alors tous les enseignements universitaires organisés à Orléans mais aussi à Tours, les facultés de droit, de lettres et de sciences étant dédoublées. Mais le mouvement de mai 68 provoque la séparation entre Tours et Orléans, officialisée le 1er janvier 1971,.
L'université d'Orléans inclut progressivement une faculté des sciences (1961), de droit (1968), de lettres (1969) de sport (1992), un Institut universitaire de Technologie à Orléans (1967), à Bourges (1968), à Châteauroux (1992), à Chartres (1996), une université du temps libre (1977) et deux écoles d'ingénieurs (ESEM en 1982 et ESPEO en 1992), qui fusionnent en 2002 pour former l'École polytechnique d'Orléans (Polytech'Orléans).
En 2004, l'Université d'Orléans rejoint le Pôle Universitaire Centre Val de Loire (association loi de 1901). En 2009, elle fonde et intègre aux côtés de l'Université de Tours le PRES : Université centre Val-de-Loire.
L'université d’Orléans se caractérise donc par sa pluridisciplinarité. Elle compte 4 facultés, une école d’ingénieurs universitaire (Polytech'Orléans), 4 Instituts Universitaires de Technologie, l’ESPE Centre Val de Loire et l'Observatoire des sciences de l'univers du Centre (OSUC).
Plus de 19 000 étudiants, dont plus de 2 000 étudiants étrangers, fréquentent un des sites de l’université.
L'université d'Orléans s'est également développée sur d'autres sites de la région avec l'installation des centres universitaires de Bourges, Chartres, Châteauroux/Issoudun et dans les antennes de l'ESPE à Blois et Tours.
En 2015, elle intègre l'Université confédérale Léonard de Vinci. La quitte en 2017 pour rejoindre la ComUE Centre Val de Loire qui ne sera finalement pas installée.

## Organisation

### Présidence
L'université d'Orléans a successivement été présidée par :
| Portrait                                                              | Identité                         | Période | Période          | Durée |
| Portrait                                                              | Identité                         | Début   | Fin              | Durée |
| --------------------------------------------------------------------- | -------------------------------- | ------- | ---------------- | ----- |
| Pas de portrait sous licence libre disponible pour Max Plan.          | Max Plan (d) (1922 - 2004)       | 1971    | 1976             | 5 ans |
| Pas de portrait sous licence libre disponible pour Norbert Grelet.    | Norbert Grelet (d) (1915 - 1991) | 1976    | 1981             | 5 ans |
| Pas de portrait sous licence libre disponible pour André Barassin.    | André Barassin (d) (1934 - 2019) | 1981    | 1982             | 1 an  |
| Pas de portrait sous licence libre disponible pour Michel Royer.      | Michel Royer (d), (né en 1939)   | 1982    | 1987             | 5 ans |
| William Marois                                                        | William Marois (d) (né en 1954)  | 1987    | 1992             | 5 ans |
| Pas de portrait sous licence libre disponible pour Didier Billard.    | Didier Billard (d) (né en 1944)  | 1992    | 1997             | 5 ans |
| Pas de portrait sous licence libre disponible pour Michel Mudry.      | Michel Mudry (né en 1945)        | 1997    | 2002             | 5 ans |
| Pas de portrait sous licence libre disponible pour Gérard Besson.     | Gérard Besson (né en 1955)       | 2002    | 2004 (démission) | 2 ans |
| Pas de portrait sous licence libre disponible pour Gérald Guillaumet. | Gérald Guillaumet (né en 1946)   | 2004    | 2009             | 5 ans |
| Pas de portrait sous licence libre disponible pour Youssoufi Touré.   | Youssoufi Touré (né en 1960)     | 2009    | 2016             | 7 ans |
| Ary Bruand à l'université d'Orléans en 2018.                          | Ary Bruand                       | 2016    | 2021             | 5 ans |
| Éric Blond à l'université d'Orléans en 2021.                          | Éric Blond (né en 1974)          | 2021    | En cours         | 4 ans |

## Composantes

### Unités de formation et de recherche

L'UFR lettres, langues et sciences humaines.

L'université d'Orléans compte trois unités de formation et de recherche (UFR) :
- Droit, économie et gestion (DEG)
- Lettres, langues et sciences humaines (LLSH)
- Sciences et techniques (ST), comprenant le pôle sciences et techniques des activités physiques et sportives (STAPS)

### École et instituts

#### Instituts universitaires de technologie

Le site Galilée de Polytech'Orléans.

Le bâtiment IIIA, accueillant le pôle informatique (UFR ST) et le Laboratoire d'informatique fondamentale d'Orléans.

L'université d'Orléans comprend quatre instituts universitaires de technologie (IUT) : l'IUT d'Orléans, l'IUT de Bourges, l'IUT de Chartres et l'IUT de l'Indre (Châteauroux-Issoudun). L'IUT d'Orléans dispense des formations pour six bachelors universitaires de technologie (BUT) :
- BUT en Chimie
- BUT en gestion des entreprises et des administrations (GEA), parcours financier, ressources humaines ou management
- BUT en génie mécanique et productique (GMP)
- BUT en génie thermique et énergie (GTE)
- BUT en informatique
- BUT en qualité logistique industrielle et organisation (QLIO)

#### Polytech Orléans
L'École polytechnique de l'université d'Orléans (Polytech Orléans) est une école d'ingénieurs publique interne, appartenant au réseau Polytech. Répartie sur les deux sites Vinci et Galilée, elle forme à cinq spécialités, dont deux en apprentissage.

#### Institut national supérieur du professorat et de l'éducation
L'Institut national supérieur du professorat et de l'éducation (INSPE) de l'académie d'Orléans-Tours est rattachée à l'université d'Orléans.
École Universitaire de Kinésithérapie de la Région Centre-Val de Loire, qui a fait sa première rentrée universitaire en septembre 2019. Cette nouvelle composante correspond à l'intégration de l'école hospitalière dans le cadre de l'universitarisation des formations paramédicale.

## Formation et recherche

### Enseignements
Les enseignements ont lieu en fonction des Unités de formation et de recherche (UFR) dans lesquelles dépendent chaque formation. Dans la faculté de Lettres, Langues et sciences humaines, plusieurs licences et Masters y sont proposés. Les licences sont diverses et variées :
Les licences de langues sont nombreuses (LEA anglais-espagnol, LEA anglais-allemand, Anglais…).
Des licences de sciences humaines sont également présentes (licence d'histoire en parcours MEEF ou patrimoine, licence de géographie…), ainsi que les licences de lettres (lettres modernes, SDL, sciences du langage…).
De nombreux masters y sont proposés, qu'ils soient orientés vers la recherche ou professionnalisant : LACI, MEEF (Anglais, espagnol, histoire-géographie, lettres moderne, allemand…), MAP ou Métier de l'accompagnement politique (Master pro en histoire, droit et communication), PCS ou Pouvoirs, cultures et sociétés (master recherche en histoire)…
Concernant l'UFR ST(Sciences et Techniques), un grand nombre de formation en Licence et master sont proposées aux étudiants français et étrangers.

### Relations internationales
L'université d'Orléans dispose d'accords de coopération avec plus de 300 universités dans le monde entier. Chaque année, plusieurs centaines d'étudiants, d'enseignants et de chercheurs de l'UO effectuent des séjours d'études, de recherche ou des stages à l'étranger. Sur ses différents campus, l'université accueille plus de 2700 étudiants internationaux (13 % de l'effectif étudiant). Elle finance un programme annuel de chercheurs internationaux invités et coopère étroitement avec le STUDIUM Loire Valley Institute of Advanced Studies.
La stratégie de l’université d'Orléans, présentée dans le Projet d’établissement 2018-2022, donne une place prépondérante à l’internationalisation des formations et de la vie des campus, l’un des quatre axes stratégiques de développement identifiés pour cette période. La participation de l’université au programme Erasmus+ est la pierre angulaire sur laquelle repose une grande partie des activités d’internationalisation en cours et prévues.
L'université d'Orléans est membre fondateur de l'Université Européenne ATHENA, lauréate au 2e appel à projets pilote de la Commission européenne (2020).
L'université fait partie du réseau Migrants dans l'enseignement supérieur (MEnS), propose un diplôme universitaire Français langue étrangère pour étudiants réfugiés et participe au programme PAUSE du Collège de France (accueil de chercheurs en exil).
L'université d'Orléans est membre ou membre associé de plusieurs organismes internationaux :
- European University Association
- Agence universitaire de la francophonie
- Université franco-allemande
- European University Foundation
- Euraxess - Researchers in Motion
- Generation Study Abroad

En tant que signataire de la Magna Charta Universitatum, l'université d'Orléans affirme son engagement pour la liberté académique dans le monde.

### La recherche
L'université d'Orléans regroupe 25 laboratoires de recherche. Près de la moitié sont des UMR avec le CNRS, l'autre moitié sont des unités propres. La recherche à l'UO est structurée en 4 pôles :
1. Énergie, matériaux, géosciences et environnement
2. Physique et chimie du vivant, systèmes biologiques
3. Sciences économiques et de gestion, mathématiques, STIC et linguistique
4. Droit, littératures, sciences de l'Homme et des territoires

L'Université d'Orléans dispose d'un collège doctoral commun avec l'université de Tours :
1. Énergie, matériaux, science de la terre et de l'univers
2. Sciences de la Société : Territoires, Économie et Droit
3. Mathématiques, informatique, physique théorique et ingénierie des systèmes
4. Santé, sciences biologiques et chimie du vivant
5. Humanités et Langues

## Accès

### En voiture
L'université est accessible par l'autoroute A71 à la sortie 2 Olivet, Orléans-Sud, La Ferté-Saint-Aubin ainsi que par la D 2020, qui passe à l'ouest du campus.

### Transports en commun
Le campus orléanais de l'université d'Orléans est desservie par les transports de l'agglomération orléanaise (TAO) avec notamment la ligne A du tramway, arrêts Université (STAPS et Droit-Économie-Gestion), Parc Floral (Sciences et Polytech) et L'Indien (UFR Lettres, Langues et Sciences Humaines). Elle est desservie par les lignes de bus 1 (arrêts IUT, Halle des sports, Université), 40 (arrêts Parc Floral, Université, Polytech, L'Indien) et 13 (arrêts Flammarion et IUT).
Les lignes 1 et 9 du réseau de bus d'Eure-et-Loir Transbeauce desservent également le campus, aux arrêts Université et Résidence Les Châtaigniers.
La gare de Saint-Cyr-en-Val - La Source se situe à 3,5 kilomètres au sud-est de l'université.

## Vie étudiante
- Radio Campus Orléans créée en 1994
- Le département des activités physiques sportives et d'expression DAPSE : ce service commun est un département de l'UFR STAPS d'Orléans qui propose à tous les étudiants et personnels de l'université une palette d'activités sportives et d'entretien.
- Le campus dispose depuis septembre 2011 d'un centre culturel appelé "Le Bouillon", et composé d'une salle de spectacles d'une capacité de 160 spectateurs et d'un théâtre d'une capacité de 180 places assises. Il propose des évènements culturels divers (théâtre, concerts, cinéma, danse, expositions) tout au long de l'année[38].

### Évolution démographique
Évolution démographique de la population universitaire
| 2000   | 2001   | 2002   | 2003   | 2004   | 2005   | 2006   | 2007   |
| ------ | ------ | ------ | ------ | ------ | ------ | ------ | ------ |
| 16 120 | 15 334 | 15 184 | 15 458 | 15 634 | 15 590 | 15 082 | 14 628 |

| 2008   | 2009   | 2010   | 2011   | 2012   | 2013   | 2014   | 2015   |
| ------ | ------ | ------ | ------ | ------ | ------ | ------ | ------ |
| 15 978 | 15 836 | 14 081 | 14 433 | 14 278 | 14 656 | 15 473 | 17 184 |

| 2016   | 2017   | 2018   | 2019   | 2020   | 2021   | 2022   | - |
| ------ | ------ | ------ | ------ | ------ | ------ | ------ | - |
| 18 135 | 18 505 | 19 002 | 19 285 | 20 434 | 20 083 | 18 494 | - |

## Personnalités liées à l'université

### Enseignants
- Franck Bellucci, communication ;
- Melchior Wolmar (1497-1561) ;
- Pierre de L'Estoile (1546-1611)[52] ;
- Robert-Joseph Pothier (1699-1722), juriste, élève et enseignant de l'université[53] ;
- Daniel Jousse (1704-1781), juriste[54].
- Pierre Allorant, histoire du droit
- Jean Garrigues, histoire contemporaine
- Noëlline Castagnez, histoire contemporaine
- Thomas Bauzou, histoire ancienne
- Christian Renoux, histoire des religions
- Jean-Benoît Puech, lettres
- Henri Van Damme, physique et chimie
- Laurent Touchart, géographie
- Laélia Véron, lettres (stylistique)

### Étudiants
- Jacques Duèze, pape Jean XXII (1244-1334)[55] ;
- Bertrand de Got, pape Clément V (1264-1314)[56] ;
- Saint Yves Hélory de Kermartin († 1303), patron des juristes ;
- Étienne de Mornay, conseiller de Philippe IV le Bel ;
- Eustache Deschamps (étudiant en droit de 1358 à 1366), poète et diplomate des ducs d'Orléans
- Johannes Tinctoris (1435-ap. 1511), théoricien de la musique et compositeur, procurator des étudiants de la Nation germanique, maître de musique de la cathédrale Sainte-Croix ;
- Johannes Reuchlin (1455-1522), pionnier des études hébraïques, acquit à Orléans les rudiments de la langue grecque ;
- Guillaume Budé (1468-1540) ;
- Théodore de Bèze (1519-1605)[57] ;
- Jean Calvin (1509-1564) ;
- Anne du Bourg (1521-1559)[58] ;
- Étienne de La Boétie (1530-1563) ;
- Agrippa d'Aubigné (1552-1630) ;
- Théophraste Renaudot (1586-1653) ;
- Pierre de Fermat (vers 1601-1665) y a validé une licence en droit en 1631 ;
- Jean-Baptiste Poquelin dit Molière (1622-1673)[59] ;
- Charles Perrault (1628-1703) ;
- Jean de La Bruyère (1645-1696) ;
- Claude Grostête de La Mothe (1647-1713).
- Patrick Landais (1955-), docteur en géochimie de l'université d'Orléans (1981), haut-commissaire à l'énergie atomique de 2019 à 2023 ;
- Julienne Anoko (1968-), socio-anthropologue camerounaise puis espagnole.
- Politiques :
  - Jeannette Bougrab (1973-), juriste et essayiste, ancienne secrétaire d'État ;
  - Daniel Delaveau (1952-), ancien maire de Rennes ;
  - Ibni Oumar Mahamat Saleh (1949-2008), universitaire et homme politique tchadien ;
  - Jean-Pierre Sueur (1947-), ancien secrétaire d'État, député du Loiret et maire d'Orléans, actuel sénateur du Loiret ;
  - François Bonneau (1953-), ancien conseiller d'orientation, principal de collège et Conseiller Municipal de Montargis, actuel Président du Conseil Régional de Centre-Val de Loire.

## Divers
Des scènes du film L'Étudiante et Monsieur Henri (2015), ont été tournées sur le campus orléanais et dans différents bâtiments.
Le lac est le point central du campus universitaire orléanais dont les UFR DEG et LLSH sont les plus proches.